# 7800° Fahrenheit
7800° Fahrenheit är Bon Jovis andra album och släpptes 12 april 1985. Det var det första albumet med den Bon Jovi-logotyp som skulle användas på både Slippery When Wet och New Jersey.
Enligt sångaren Jon Bon Jovi så syftar titeln 7800° Fahrenheit (vilket motsvarar drygt 4300° Celsius) på den temperatur då sten smälter.
Plattan sålde cirka 1 miljon exemplar när den släpptes men har idag sålt i ungefär 3 miljoner exemplar. Singlarna In and Out of Love och Only Lonely lyckades båda två ta sig in på Billboard Hot 100 men ingen av dem lyckades bli Top 40-hittar som deras föregångare Runaway. 7800° Fahrenheit är en av de plattor som är minst omtyckta av fansen.
Det mesta materialet på plattan är skrivet av Jon Bon Jovi, Richie Sambora och David Bryan. Detta är dock den enda skivan som trumslagaren Tico Torres har bidragit med låtskrivande, på låten Secret Dreams. På senare år har bandet vägrat spela något material från 7800° Fahrenheit då de anser att låtarna inte håller lika hög klass som det nya materialet. Förutom väldigt sällsynta framträdanden av Tokyo Road så har bandet inte spelat något material sedan New Jersey Syndicate Tour 1990.
Singlar från plattan var In and Out of Love, Only Lonely, Silent Night, The Hardest Part is the Night och endast i Japan The Price of Love. The Hardest Part is the Night var Bon Jovis första låt som tog sig in på de brittiska topplistorna på #68.

## Låtlista
1. In and Out of Love - (4.28) (Jon Bon Jovi)
2. The Price of Love - (4.14) (Bon Jovi)
3. Only Lonely - (5.02) (Bon Jovi/David Bryan)
4. King of the Mountain - (3.54) (Bon Jovi/Richie Sambora)
5. Silent Night - (5.08) (Bon Jovi)
6. Tokyo Road - (5.42) (Bon Jovi/Sambora)
7. The Hardest Part is the Night - (4.25) (Bon Jovi/Bryan/Sambora)
8. Always Run to You - (5:00) (Bon Jovi/Sambora)
9. (I Don't Wanna Fall) To the Fire - (4.28) (Bon Jovi/Bryan/Sambora)
10. Secret Dreams - (4.54) (Bon Jovi/Sambora/Tico Torres/Grabowski)

## Specialutgåva
Specialutgåvan innehåller liveframträdanden från Japan, 1985 om inte annat anges.
1. Toyko Road
2. In and Out of Love
3. The Hardest Part is the Night
4. Silent Night
5. Only Lonely
6. Tokyo Road (Live från Rio de Janeiro, 1990)

## Listplaceringar
| Titel              | Listpositioner | Listpositioner | Listpositioner | Listpositioner | Listpositioner | Listpositioner |
| Titel              | AUS            | USA            | UK             | TYS            | SVE            | JAP            |
| ------------------ | -------------- | -------------- | -------------- | -------------- | -------------- | -------------- |
| 7800° Fahrenheit   | 30             | 37             | 28             | 40             | 10             | 5              |
| In and Out of Love |                | 69             |                |                |                |                |
| Only Lonely        |                | 54             |                |                |                |                |

## Medverkande
Bon Jovi
- Jon Bon Jovi - sång, bakgrundssång, gitarr
- David Bryan - keyboard, bakgrundssång
- Richie Sambora - gitarr, bakgrundssång
- Alec John Such - bas, bakgrundssång
- Tico Torres - trummor, bakgrundssång

Övriga medverkande
- Phil Hoffer - bakgrundssång
- Tom Mandel - synthesizer